# Kaloula indochinensis
Espèce
Kaloula indochinensis est une espèce d'amphibiens de la famille des Microhylidae.

## Répartition
Cette espèce se rencontre au Cambodge, au Laos et au Viêt Nam.

## Étymologie
Son nom d'espèce, composé de indoch[a] et du suffixe latin -ensis, « qui vit dans, qui habite », lui a été donné en référence au lieu de sa découverte, l'Indochine.

## Publication originale
- Chan, Blackburn, Murphy, Stuart, Emmett, Ho & Brown, 2013 : A new species of narrow-mouthed frog of the genus Kaloula from eastern Indochina. Herpetologica, vol. 69, no 3, p. 329-341.